# Секерчин
Секерчин (пол. Siekierczyn, нім. Geibsdorf) — село в Польщі, у гміні Секерчин Любанського повіту Нижньосілезького воєводства.
Населення — 1835 осіб (2011).
У 1975-1998 роках село належало до Єленьоґурського воєводства.

## Демографія
Демографічна структура станом на 31 березня 2011 року:
|          | Загалом | Допрацездатний вік | Працездатний вік | Постпрацездатний вік |
| -------- | ------- | ------------------ | ---------------- | -------------------- |
| Чоловіки | 907     | 178                | 658              | 71                   |
| Жінки    | 928     | 196                | 526              | 206                  |
| Разом    | 1835    | 374                | 1184             | 277                  |